# Îles au nord du Monde
 (signalé en juin 2025).
Si vous disposez d'ouvrages ou d'articles de référence ou si vous connaissez des sites web de qualité traitant du thème abordé ici, merci de compléter l'article en donnant les références utiles à sa vérifiabilité et en les liant à la section « Notes et références ».
- Archive Wikiwix
- Bing
- Cairn
- DuckDuckGo
- E. Universalis
- Gallica
- Google
- G. Books
- G. News
- G. Scholar
- Persée
- Qwant
- (zh) Baidu
- (ru) Yandex
- (wd) trouver des œuvres sur Wikidata

Les Îles au nord du Monde sont dans la mythologie celtique irlandaise, des lieux sacrés et mythiques, d’où sont originaires les Tuatha Dé Danann, avant leur débarquement en Irlande, le jour de la fête de Beltaine.

## Les quatre îles
Au nombre de quatre, elles sont dirigées chacune par un druide primordial. C’est là que les « gens de la tribu de Dana » (c’est-à-dire les dieux de la mythologie) ont été initiés au druidisme (religion, droit, sagesse, poésie, etc.). Elles symbolisent aussi l’Autre Monde des Celtes (voir article Sidh).
- Falias est dirigée par le druide Morfessa, c’est de cette île qu’est originaire le talisman de la Pierre de Fal, symbole de la souveraineté et placé à Tara lors de l’arrivée en Irlande ;
- Findias est dirigée par Uiscias, de là vient l’Épée du roi Nuada (voir aussi Excalibur, nom qui dérive du gaélique Caladbolg) ;
- Gorias est dirigée par Esras, de là vient la Lance de Lug ;
- Murias est dirigée par le druide Semias, c’est de cette île que proviennent les talismans du Dagda : le chaudron d'immortalité et la massue de vie et mort.